# 湖溪乡
湖溪乡，是中华人民共和国江西省抚州市乐安县下辖的一个乡镇级行政单位。

## 行政区划
湖溪乡下辖以下地区：
小陂村、湖溪村、甘泉村、梅溪村、东堆村、社背村、饶门村、沙港村和康村。